# The Ventures
The Ventures est un groupe américain de rock instrumental et de surf music formé en 1958.
Ils furent au début des années 1960, très célèbres notamment grâce à leurs interprétations de plusieurs thèmes comme Hawaï Five-o (de la série du même nom; en français : Hawaï police d'État), et notamment le célèbre morceau des Surfaris, Wipe Out. Ils font partie du Rock and Roll Hall of Fame depuis 2008.

## Formation

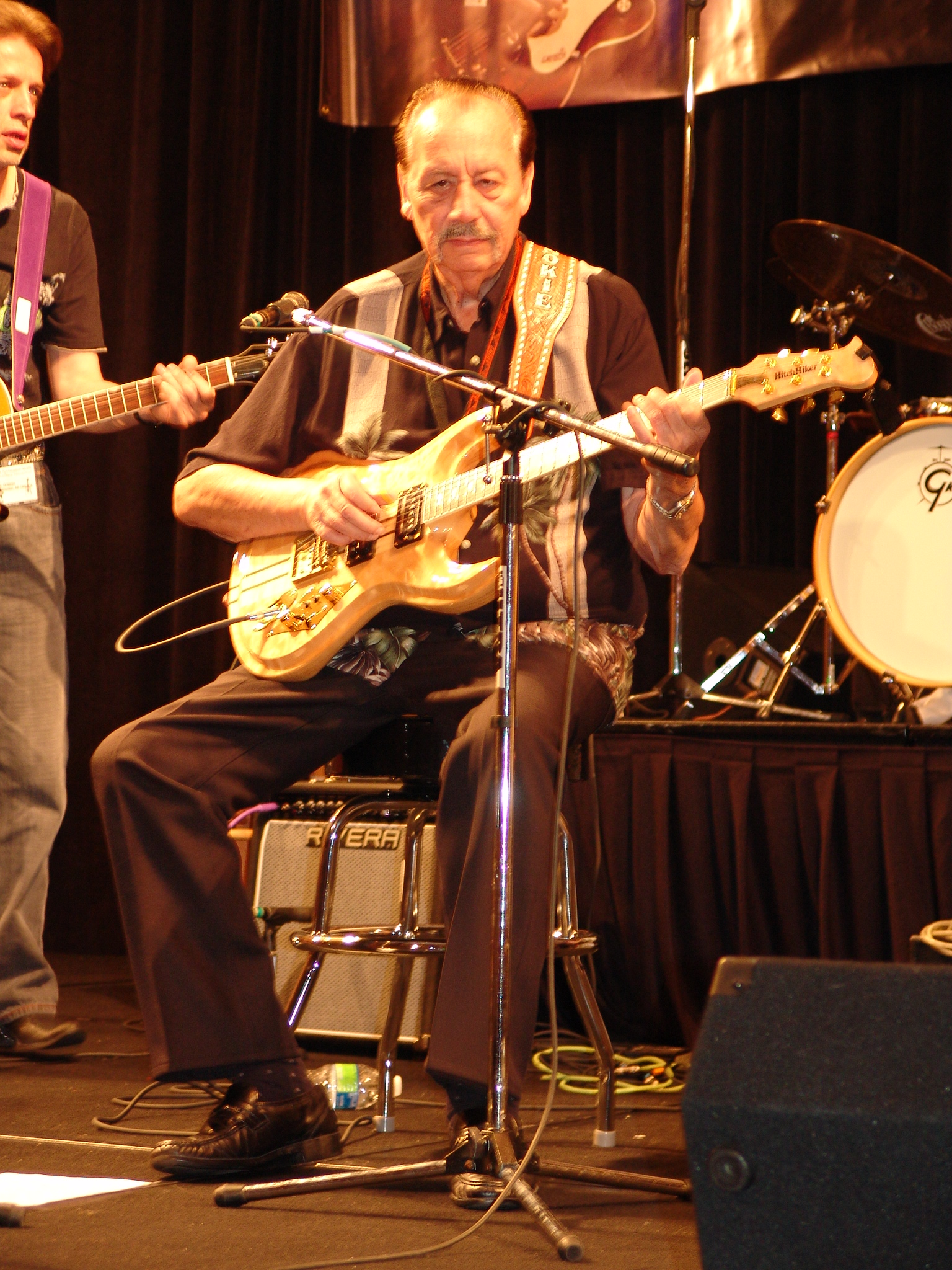
Nole « Nokie » Edwards en 2009 à Nashville au « Chet Atkins Appreciation Society ».

- Donald "Don" Wilson (né en  1933 États-Unis - mort en  2022 États-Unis) : cofondateur du groupe, guitare.
- Robert "Bob" Bogle (né en  1934 États-Unis - mort en  2009 États-Unis) : cofondateur du groupe, basse, guitare.
- Nole "Nokie" Edwards (né en  1935 États-Unis - mort en  2018 États-Unis) : guitare, basse (depuis  1960 États-Unis)
- Mel Taylor (né en 1933 - mort en  1996 États-Unis) : batteur (de  1962 États-Unis à 1996)
- Gerry McGee (né en  1937 États-Unis - mort en  2019 États-Unis) : guitare (depuis  1968 États-Unis)
- Bob Spalding : basse (depuis  1981 États-Unis)
- Leon Taylor (fils de Mel Taylor, né en  1955 États-Unis) : batteur (depuis  1997 États-Unis)

Autres membres : 
- George Babbitt (batteur en  1959 États-Unis),
- Skip Moore (batteur en 1960),
- Howie Johnson (batteur de 1960 à 1962, décédé en  1988 États-Unis),
- Joe Barile (batteur de  1973 États-Unis à  1978 États-Unis),
- John Durrill (claviers de  1969 États-Unis à  1972 États-Unis).

## Carrière
Formé à l'origine sous le nom de The Versatones par Don Wilson et Bob Bogle (guitaristes travaillant dans la construction à Tacoma, Washington), le groupe enregistre dès 1959, ses premières chansons, The Real McCoy et Cookies And Coke, qui n'arrivent cependant pas à percer dans les charts. Renforcé par Nokie Edwards à la basse et accompagné par Skip Moore à la batterie, ils enregistrent une reprise du titre de Johnny Smith, Walk Don't Run mais qui n'intéresse aucun producteur. Sous l'impulsion de la mère de Don Wilson, ils décident alors de créer leur propre compagnie, Blue Horizon Records et de promouvoir eux-mêmes, leurs morceaux.
Walk Don't Run, diffusé régulièrement à la radio par un DJ de Seattle, tombe dans l'oreille de Bob Reisdorf, propriétaire de Dolton Records, qui va faire signer le groupe. En septembre 1960, Walk Don't Run atteint la 2e place des charts américains. Avec la mode de la surf music, le groupe acquiert rapidement une grande notoriété à travers les États-Unis, devenant surement le groupe instrumental le plus populaire de son époque.
De 1960 à 1962, le groupe se stabilise autour de Bob Bogle (guitare lead), Don Wilson (guitare rythmique), Nokie Edwards (basse) et Howie Johnson (batterie). En 1962, Nokie Edwards et Bob bogle échangent leurs instruments. Edwards se révèle être un virtuose de la six-cordes et son style va beaucoup influencer la musique des Ventures à partir de cette époque. La même année, Howie Johnson victime d'un grave accident est remplacé par Mel Taylor, un batteur dont le style agressif et puissant va aussi particulièrement marquer la musique du groupe. Cette époque est considérée comme l'apogée du groupe.
La fin des années 1960 marque le déclin du groupe. Les changements des goûts musicaux du public, le remplacement de Nokie Edwards par Gerry McGee en 1968, n'arrivent pas à maintenir le groupe qui se disperse au milieu des années 1970. Le regain d'intérêt pour la surf music au début des années 1980, permet au groupe de retrouver une seconde jeunesse. La B.O. du film Pulp Fiction de Quentin Tarantino dans les années 1990, va aussi remettre au goût du jour la surf music, et notamment, Surf Rider de Nokie Edwards.

## Influence des Ventures sur la musique
Les Ventures furent l'un des groupes américains les plus populaires des années 1960. Ils ont réalisé près de 38 albums et vendu jusqu'à maintenant plus de 110 millions d'albums dans le monde entier. Ils sont les 6es vendeurs de disques des années 1960. En 1963, cinq de leurs albums étaient classés dans le top 100 des ventes de disques aux États-Unis.
Musicalement, les Ventures ont été des pionniers et des références pour de nombreux musiciens. Nokie Edwards fut un des premiers à utiliser la distorsion sur sa guitare (sur 2000 Pounds Bee en 1962), et à jouer avec une guitare à douze cordes. Des musiciens comme Keith Moon (The Who), Roger Glover (Deep Purple) ou Carl Wilson (The Beach Boys) ou aussi Max Weinberg (E Street Band),Elliot Easton (The Cars), Marky Ramone (The Ramones), Robby Krieger (The Doors) entre autres citent souvent les Ventures comme l'une de leurs principales références. Gene Simmons (Kiss) et Jeff Baxter (The Doobie Brothers) furent même membres du Ventures Fan Club.

## Discographie

### Albums studio
Liste non exhaustive (près de 69 albums !)
- Walk Don't Run, 1960
- Another Smash, 1961
- Mashed Potatoes With Gravy, 1962
- Surfing, 1963
- The Ventures In Space, 1964
- Walk Don't Run, Vol. 2, 1964
- The Ventures Knock Me Out, 1965
- The Ventures Christmas Album, 1965
- Where the Action Is, 1966
- Super Psychedelics, 1967
- Guitar Freakout, 1967
- Flights Of Fantasy, 1968
- Hawaii Five-0, 1969
- 10th Anniversary Album, 1970

### Albums live
Liste non exhaustive, la plupart enregistré au Japon (29 albums)
- The Ventures In Japan, 1965
- The Ventures On Stage, 1965
- The Ventures In Tokyo'68, 1968

### Thèmes célèbres interprétés
- Exodus Theme (Ernest Gold)
- Walk Don't Run (Smith)
- Apache 65 (Lordan)
- Perfidia (Dominguez)
- Batman Theme (Hefti)
- The Cruel Sea (Maxfield)
- Wipe Out (Berryhill/Connolly/Fuller)
- Caravan (Ellington/Mills/Tizol)
- Loco-motion (Goffin/King)
- Rawhide (Washington/Tiomkin)
- Hawaii Five-0 (Stevens)
- The Men From UNCLE (Goldsmith)
- Secret Agent Man (Barri/Sloan)
- Pipeline (Carman/Spickard)